# 3636 Pajdušáková
3636 Pajdušáková là một tiểu hành tinh vành đai chính với chu kỳ quỹ đạo là 1255.0875059 ngày (3.44 năm).
Nó được phát hiện ngày 17 tháng 10 năm 1982.